# Saint-Pardoux-et-Vielvic
Saint-Pardoux-et-Vielvic là một xã, nằm ở tỉnh Dordogne vùng Aquitaine của Pháp. Xã này có diện tích 14,23 km², dân số năm 2004 là 172 người. Xã nằm ở khu vực có độ cao trung bình 220 m trên mực nước biển.

## Hành chính
| Danh sách các xã trưởng                |             |             |                  |         |
| Giai đoạn                              | Giai đoạn   | Tên         | Đảng             | Tư cách |
| 2001                                   | đương nhiệm | Gérard Biou | không chính thức | kỹ sư   |
| Tất cả các dữ liệu trước đây không rõ. |             |             |                  |         |

## Thông tin nhân khẩu
| Năm    | 1962 | 1968 | 1975 | 1982 | 1990 | 1999 | 2004 |
| ------ | ---- | ---- | ---- | ---- | ---- | ---- | ---- |
| Dân số | 170  | 168  | 140  | 135  | 136  | 142  | 172  |